# Wilbur Thompson
Wilbur Marvin Thompson (Frankfort, 6 aprile 1921 – Long Beach, 25 dicembre 2013) è stato un pesista statunitense, campione olimpico a Londra 1948.

## Palmarès
| Anno | Manifestazione  | Sede   | Evento         | Risultato | Prestazione | Note            |
| ---- | --------------- | ------ | -------------- | --------- | ----------- | --------------- |
| 1948 | Giochi olimpici | Londra | Getto del peso | Oro       | 17,12 m     | Record olimpico |